# Deutscher Evangelischer Kirchentag 2029
Der 41. Deutsche Evangelische Kirchentag soll 2029 in Hamburg stattfinden. Nach 1953, 1981, 1995 und 2013 ist die Hansestadt zum fünften Mal Gastgeber.
Im November 2024 nahm das Präsidium des Kirchentages die Einladung vom Hamburger Senat und der Evangelisch-Lutherischen Kirche in Norddeutschland (Nordkirche) offiziell an. 
Der Erste Bürgermeister der Freien und Hansestadt Hamburg, Peter Tschentscher (SPD) sagte aus diesem Anlass, dass 2029 zugleich das Jahr des 500. Jubiläums der Stadt- und Kirchenordnung von Johannes Bugenhagen sei, die mit ihren religions-, bildungs- und sozialpolitischen Reformen den Weg Hamburgs aus dem Mittelalter in die Moderne geebnet habe.
Die Landesbischöfin der Nordkirche, Kristina Kühnbaum-Schmidt, betonte, wegen einer Reihe von Herausforderungen „von der Klimakrise über den Angriffskrieg Russlands gegen die Ukraine bis zum Konflikt im Nahen Osten“ brauche es den Kirchentag heute mehr denn je. Es werden zehntausende Menschen aus dem In- und Ausland sowie aus unterschiedlichen Konfessionen und Religionen erwartet.
Weitere Angaben zur Planung und Finanzierung sind nicht öffentlich bekannt.